# Hermotimosz
Hermotimosz (Kr. e. 5. század), I. Khsajársá perzsa király legkedveltebb eunuchja volt.
Hermotimosz olyan kegyetlen bosszút állt, amilyent Hérodotosz szerint még egyetlen ember sem.

## Története
Khioszi Panióniosz abból lett gazdaggá, hogy serdületlen, szép testű fiatal fiúkat vásárolt össze, majd kiheréltette és jó pénzen eladta őket. A perzsák ugyanis többre tartották a herélteket, mint azokat, akik nem vesztették el férfiasságukat. Így került Hermotimosz is Szardiszból Xerxészhez, aki Hérodotosz szerint őt kedvelte a legjobban a heréltjei közül.
Amikor Xerxész a görögök elleni hadjárat szervezésére Szardiszba ment, Hermotimosz is vele volt. Utazásai során Hermotimosz összetalálkozott Panióniosszal. Nyájasan elbeszélgetett vele, beszámolt róla milyen jól megy a sora, és hogy ezt Panióniosznak köszönheti. Meggyőzte, hogy települjön át Szardiszba. Miután Panióniosz áttelepült, Hermotimosz elfogatta, és arra kényszerítette, hogy mind a négy fiát herélje ki, majd a fiúkkal heréltette ki az apát.
Így állt bosszút Hermotimosz Paniónioszon.